# Ruelliinae
Ruelliinae Nees, 1832 è una sottotribù di piante angiosperme appartenenti alla famiglia delle Acanthaceae.

## Etimologia
Il nome della tribù deriva dal suo genere tipo Ruellia L., 1753 il cui nome è stato dato in ricordo di John de la Ruelle di Soissons, autore di "De natura plantarum" (1536). Il nome scientifico della sottotribù è stato definito dal botanico, entomologo e fisico tedesco Christian Gottfried Daniel Nees von Esenbeck (Reichelsheim, 14 febbraio 1776 – Breslavia, 16 marzo 1858) nella pubblicazione "Plantae Asiaticae Rariores: or, Descriptions and figures of a select number of unpublished East Indian plants. London - 3: 75" del 1832.

## Descrizione

### Portamento
Il portamento delle specie di questa sottotribù varia da erbaceo perenne a arbustivo, con fusti da prostrati a eretti. Nelle varie parti vegetative sono presenti dei glicosidi fenolici spesso in composti iridoidi, alcaloidi e diterpenoidi; sono presenti inoltre cistoliti.

### Foglie

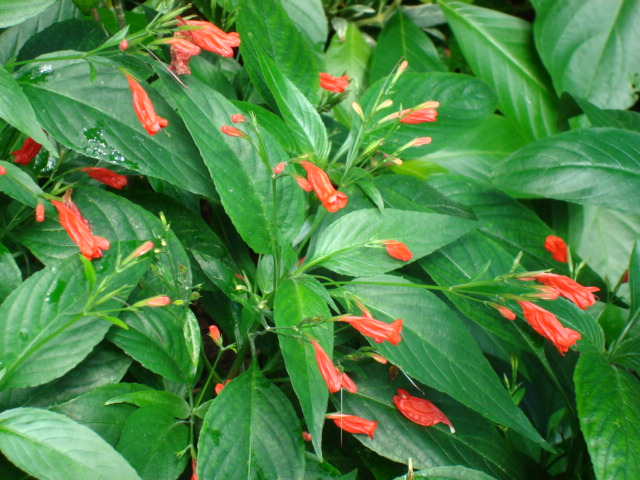
Le foglie
Ruellia graecizans

Le foglie, sessili o picciolate, lungo il caule normalmente sono disposte in modo opposto. La lamina ha delle forme da ellittiche o strettamente lanceolate a allargate (ovato-lanceolate) con margini interi, crenati o dentati e apici acuti. Le venature in genere sono pennate.

### Infiorescenza

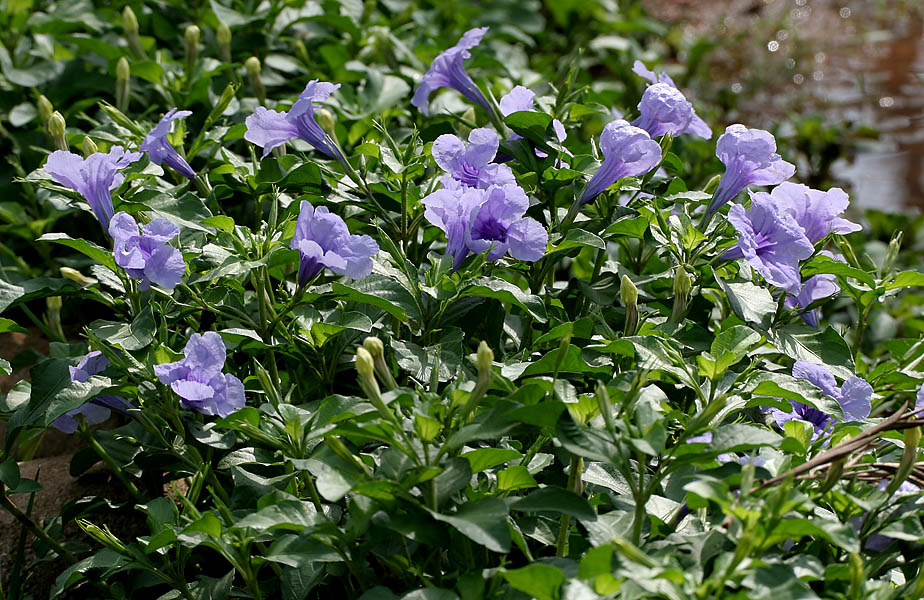
Infiorescenza
Ruellia tuberosa

Le infiorescenze sono ascellari o terminali. Possono essere ridotte o espanse, a volte formanti punte dicasiali, tirsi o pannocchie; talvolta sono ridotte a un fiore solitario (Satanocrater). Sono presenti delle brattee a disposizione opposta, di solito verdi con margine intero (simili alle foglie). Sono presenti (non sempre) anche 2 bratteole. I fiori sono da sessili o subsessili a pedicellati. In alcune specie (Dischistocalyx) l'infiorescenza è accrescente durante la fruttificazione.

### Fiori

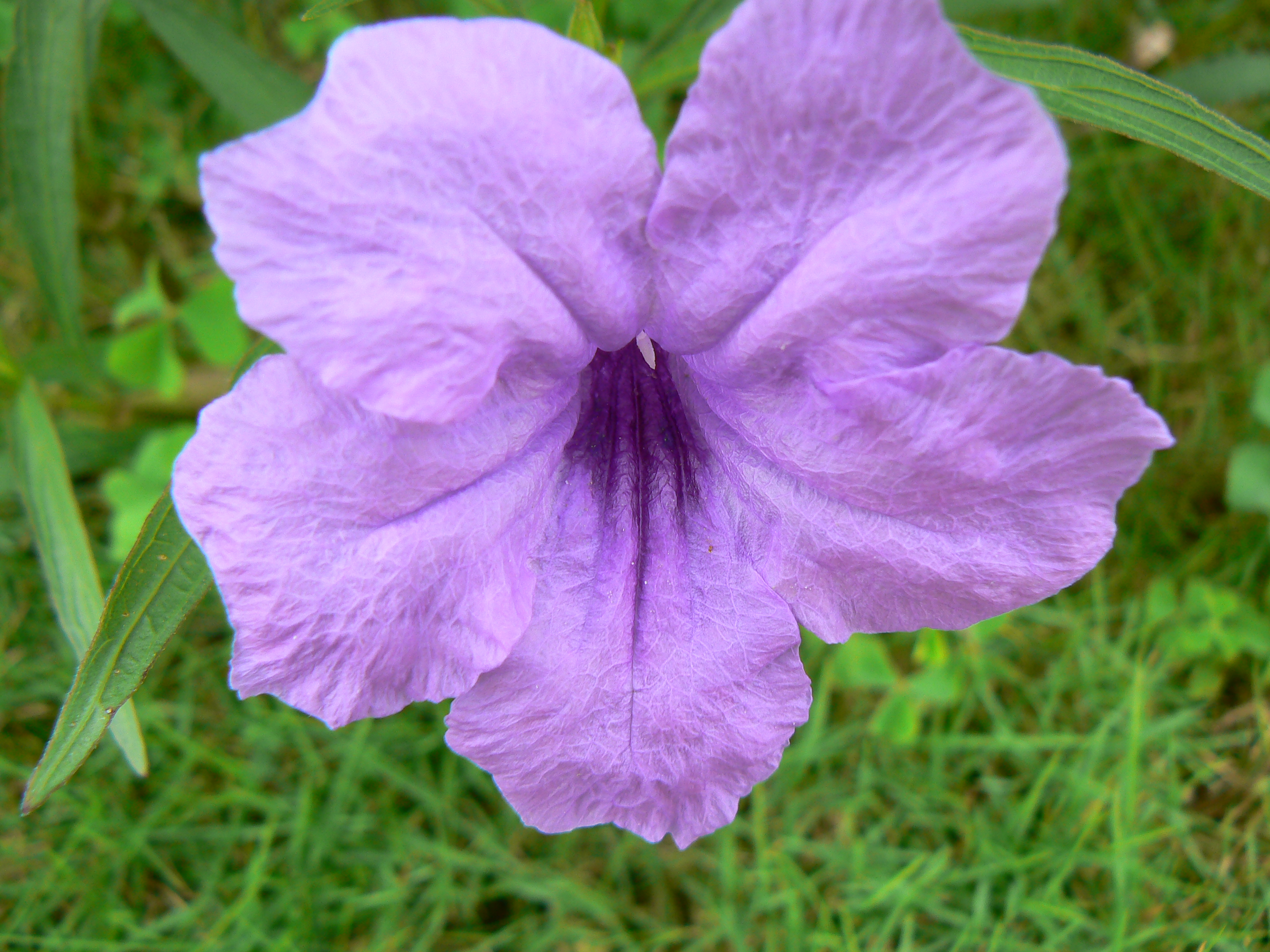
I fiori
Ruellia simplex

I fiori sono ermafroditi e zigomorfi; sono inoltre tetraciclici (ossia formati da 4 verticilli: calice– corolla – androceo – gineceo) e pentameri (i verticilli del perianzio hanno più o meno 5 elementi ognuno).
- Formula fiorale:[10]

X, K (5), [C (2+3), A 2+2 o 2] G (2/supero), capsula
- Il calice, gamosepalo, è formato da 5 profondi lobi subuguali (calice attinomorfo). La forma dei lobi può essere molto stretta (lacinie lineari) con apici acuminati.
- La corolla, gamopetala, è formata da un breve tubo a forma d'imbuto o cilindrico; all'apice termina in modo ampiamente campanulato con 5 lobi subuguali o con forme subbilabiate (corolla più o meno attinomorfa). La forma dei lobi varia da ovali a orbicolari. Durante la gemmazione i lobi sono contorti. I colori variano dal viola, rosso, giallo, arancio al blu chiaro. In Acanthopale le corolle sono bianche con striature porpora o rosa.
- L'androceo è formato da 4 stami fertili didinami e uno staminoide (non sempre è presente). Gli stami sono adnati alla corolla e in genere sono inclusi nel tubo della corolla. I filamenti a volte sono a 2 a 2 connati alla base. Le antere hanno due teche parallele, uguali e subsagittate; alla base sono prive di appendici. È presente un disco nettarifero. Il polline in genere è globoso (o sferico), echinato e privo di colpi.
- Il gineceo è formato da un ovario supero bicarpellare (a due carpelli connati - ovario sincarpico) e quindi biloculare e superficie glabra. La placentazione in generale è assile. Ogni loggia può contenere 2 - 10 ovuli. Gli ovuli possono essere anatropi o campilotropi con un solo tegumento e sono inoltre tenuinucellati (con la nocella, stadio primordiale dell'ovulo, ridotta a poche cellule).[13] Lo stilo è filiforme più o meno incluso nel tubo della corolla con un solo stigma a 2 lobi uguali o disuguali

### Frutti
I frutti sono delle capsule stipitate (oppure no) con 4 - 20 semi. I semi sono discoidi ed hanno la superficie ricoperta da tricomi igroscopici. I semi sono provvisti di un funicolo persistente (il retinacolo è uncinato). L'endosperma in genere è assente. La deiscenza dei frutti è elastica (derivata dalla particolare placentazione dell'ovario).

## Biologia
Le specie di questo raggruppamento si riproducono prevalentemente per impollinazione tramite insetti quali api, vespe, falene e farfalle (impollinazione entomogama), ma anche tramite uccelli quali colibrì (impollinazione ornitogama).
La dispersione dei semi avviene inizialmente a causa del vento (dispersione anemocora); una volta caduti a terra sono dispersi soprattutto da insetti tipo formiche (mirmecoria). Sono possibili anche dispersioni tramite altri animali (dispersione zoocora).

## Distribuzione e habitat
La sottotribù ha una distribuzione subcosmopolita, essendo presente nelle aree tropicali e calde di Sud America, Africa, Asia e Oceania.
| Genere         | Distribuzione                 |
| -------------- | ----------------------------- |
| Acanthopale    | Africa tropicale e Madagascar |
| Calacanthus    | India                         |
| Dischistocalyx | Africa occidentale            |
| Ruellia        | Pantropicale                  |
| Satanocrater   | Africa tropicale              |

## Tassonomia
La famiglia delle Acanthacee comprende 208 generi con oltre 4.500 specie. La famiglia è suddivisa in 4 sottofamiglie; la sottotribù Ruelliinae appartiene alla tribù Ruellieae della sottofamiglia Acanthoideae, caratterizzata soprattutto dalla presenza di cistoliti nelle foglie e del retinacolo nei semi.

### Generi
La sottotribù comprende 5 generi e oltre 400 specie:
- Acanthopale C.B.Clarke (12 spp.)
- Calacanthus T.Anders. ex Benth. (1 sp.)
- Dischistocalyx T.Anderson ex Benth. (12 spp.)
- Ruellia L. (380 spp.)
- Satanocrater Schweinf. (4 spp.)

### Filogenesi

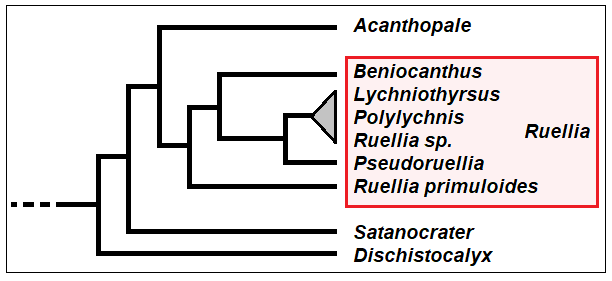
Cladogramma della sottotribù

All'interno della tribù Ruellieae la sottotribù Ruelliinae rappresenta il "core" della tribù e insieme al clade "TMPSH" formano un "gruppo fratello". Il clade "TMPSH" fortemente sostenuto è composto dalle seguenti altre sottotribù: Trichantherinae, Hygrophilinae, Petalidiinae, Mimulopsidinae e Strobilanthinae; tutte in posizione politotomica.
I quattro generi principali della sottotribù (Beniocanthus, Lychniothyrsus, Polylychnis, Pseudoruellia e Spirostigma sono considerati sinonimi del genere Ruellia) condividono le seguenti due caratteristiche:
- - l'androceo ha 4 stami con antere a basi smussate;
  - il polline ha delle forme sferiche e sono privi di colpi (o quasi).

All'interno della sottotribù il genere Dischistocalyx, da un punto di vista filogenetico, occupa una posizione "basale" ed è "gruppo fratello" del resto del gruppo; mentre il clade Satanocrater è "gruppo fratello" al gruppo Acanthopale + Ruellia. Il genere Ruellia con i 5 generi sinonimi è l'ultimo gruppo staccatosi dagli altri generi e quindi si trova in posizione di "core".
Il cladogramma a lato, tratto dallo studio citato e semplificato, mostra l'attuale conoscenza filogenetica della sottotribù.